# Legrand Wolf
Legrand Wolf (ur. 13 maja 1978 w Salt Lake City) – amerykański aktor pornograficzny. Laureat pięciu branżowych nagród Grabby i nagrody GayVN.

## Wczesne lata
Urodził się i wychowywał w Utah. Ma starszego brata. Został wychowany w wierze mormońskiej, był ministrantem. Ujawnił się jako gej w okresie nauki w szkole medycznej.

## Kariera w branży porno
Karierę w branży pornograficznej rozpoczął w 2009 produkcją serii filmów z udziałem młodych ministrantów mormońskich, którzy masturbowali się przed kamerą. W 2012 otworzył markę bieliźnianą Magic Mormon Underwear i uruchomił portal GrowlBoys, na której publikowane są opowiadania erotyczne.
W 2013 zaczął występować w filmach pornograficznych, które publikował na własnej stronie internetowej SayUncle.com. Następnie uruchomił kolejne witryny z filmami porno, m.in. Mormon Boyz, BoyForSale, Gaycest, ScoutBoys i MasonicBoys, a w 2017 zadebiutował jako reżyser filmów pornograficznych. Jest także współtwórcą serwisu streamingowego Carnal+, na którym również dystrybuuje filmy pornograficzne.
W 2023 zdobył branżowe nagrody Grabby w kategoriach: wykonawca roku i najlepszy film w kategorii all-sex za występ w filmie Anatomy Lesson (2023) z Ritchie’em Serrato oraz GayVN Award dla najlepszego tatusia. W 2024 otrzymał cztery nagrody Grabby: dla najznakomitszej międzynarodowej gwiazdy porno (ang. Most accomplished international pornstar), najgorętszego aktywa i najlepszego reżysera (za International Scout Boys) oraz za najgorętszego penisa.

## Życie prywatne
Od 2009 jest zamężny z Jayem Wolfem, aktorem filmów porno.

## Nagrody
| Rok  | Nagroda              | Kategoria                                   | Film                     | Inni wykonawcy  |
| ---- | -------------------- | ------------------------------------------- | ------------------------ | --------------- |
| 2023 | GayVN Awards         | Nagroda fanów: ulubiony tatuś               | –                        | –               |
| 2023 | Grabby Award America | Wykonawca roku                              | –                        | –               |
| 2023 | Grabby Award America | Najlepszy film w kategorii all-sex          | Anatomy Lesson (2023)    | Ritchie Serrato |
| 2024 | Grabby Award America | Najgorętszy aktyw                           | –                        | –               |
| 2024 | Grabby Award America | Najlepszy reżyser                           | International Scout Boys | –               |
| 2024 | Grabby Award America | Najgorętszy penis                           | –                        | –               |
| 2024 | Grabby Award Europe  | Najznakomitsza międzynarodowa gwiazda porno | –                        | –               |